# Иоанн XVIII
Иоанн XVIII (лат. Ioannes PP. XVIII; в миру Джованни Фазано (итал. Giovanni Fasano) или Иоанн Фазаний (лат. Ioannes Fasanius); ? — 18 июля 1009, Рим) — папа римский с января 1004 года по 18 июля 1009 года.

## Биография

### Ранние годы
Иоанн родился в городке Рапаньяно близ Асколи-Пичено, до посвящения Фазаниус. Он был сыном римского священника по имени Лев и его жены Стефании. Считается, что он был избран по воле Иоанна II Кресценция (умер в 1012 году), главы самой могущественной семьи в городе и, возможно, родственника Иоанна. Он был избран на Рождество, а рукоположён в следующем месяце.

### Понтификат
Сравнительно продолжительное правление Иоанна было спокойно и ничем не примечательно, так как папа вынужден был балансировать между семьёй Кресценциев, императором Генрихом II Святым и маркграфом Ардуином, а Рим страдал от чумы и набегов сарацин.

#### Отношения с христианскими королевствами
При Иоанне XVIII император Генрих II Святой был коронован королём Италии. Церемония прошла в Павии. Жители, однако, восстали, раздраженные засильем в городе немецких войск. Реакция Генриха была суровой: восстание было подавлено.
Хронист Титмар Мерзебургский (975—1018) указывал, что Иоанн очень хотел, чтобы Генрих II посетил Рим и упрашивал того сделать это в 1004 году, чтобы быть коронованным в Риме, но Иоанн Кресценций этому противился.

#### Церковные дела
Иоанн был не просто креатурой Кресценциев, сохранился ряд документов, которые показывают, что он пытался предпринять серьезные шаги по реформированию Церкви. Он стремился урегулировать споры между церквями Рима и Константинополя, в частности, Патриарх Константинопольский Сергий II (999—1019) вернул имя папы Римского в диптихи. Считается, что на это повлиял Иоанн Кресценций, близкий к византийцам.
В 1007 году папа с разрешения Генриха II основал епархию в Бамберге (Бавария). Император хотел, чтобы эта епархия стала базой для христианизации славянских переселенцев на Верхнем Майне. Папа сам активно поощрял миссионерство среди славян.
В конце 1007 года папа узнал, что французские епископы Леотерик и Фульк Орлеанский угрожают привилегиям аббатства Флёри. Он вызвал обоих епископов в Рим и пригрозил отлучением в случае продолжения нападок. Он также предупредил короля Роберта II, чтобы он не поощрял действия епископов.
Следуя примеру папы Иоанна XV, Иоанн XVIII в середине 1004 года торжественно канонизировал пятерых польских мучеников — Бенедикта, Иоанна, Исаака, Матфея и Христиана. Он также присвоил паллий архиепископам Трира и Кентербери.
Иоанн XVIII скончался 18 июля 1009 года в Риме.